# Giuseppe Mazzarelli
Giuseppe Mazzarelli (Uster, 14 augustus 1972) is een voormalig profvoetballer uit Zwitserland, die speelde als verdediger.

## Clubcarrière
Giuseppe Mazzarelli begon zijn voetbalcarrière bij FC Zürich. Met Grasshopper-Club Zürich won hij de Zwitserse landstitel in 1998. Een jaar later stapte hij over naar FC St. Gallen. In zijn eerste seizoen daar won hij opnieuw de landstitel. In het seizoen 2000/01 speelde hij voor AS Bari in de Italiaanse Serie A. Aan het einde van het seizoen degradeerde de club naar de Serie B, maar Mazzarelli bleef de club trouw. Mazzarelli beëindigde zijn loopbaan in 2005 bij FC Baden in de Challenge League. Nadien was hij werkzaam als talentscout bij FC Zürich.

## Interlandcarrière
Mazzarelli speelde dertien officiële interlands voor het Zwitsers nationaal voetbalteam. Onder leiding van de Engelse bondscoach Roy Hodgson maakte hij zijn debuut op 6 september 1994 in het vriendschappelijke duel in Sion tegen de Verenigde Arabische Emiraten, dat met 1-0 werd gewonnen dankzij een doelpunt van Alain Sutter. Mazzarelli viel in die wedstrijd na 79 minuten in voor Marc Hottiger. Andere debutanten namens Zwitserland waren doelman Pascal Zuberbühler, Pascal Thüler en Murat Yakin (allen Grasshopper-Club Zürich).

## Erelijst
Grasshopper Zürich
- Zwitsers landskampioen

1998
 FC St. Gallen
- Zwitsers landskampioen

2000